# LSV Boelcke Krakau
LSV Boelcke Krakau (celým názvem: Luftwaffen-Sportverein Boelcke Krakau) byl německý vojenský sportovní klub, který sídlil ve městě Krakau v Generálním gouvernementu. Klub patřil pod letecké jednotky Luftwaffe. Založen byl v roce 1940 po anexi polského města Kraków. Pojmenován byl podle Oswalda Boelckeho, německého stíhacího pilota za první světové války. Zanikl v roce 1944 po postupném ústupu německých vojsk z území města.
Největším úspěchem klubu byla jednoroční účast v konečné fázi Gauligy Generalgouvernement, jedné ze skupin tehdejší nejvyšší fotbalové soutěže na území Německa. V sezóně 1941/42 se stal jejím prvním vítězem.

## Získané trofeje
- Gauliga Generalgouvernement ( 1× )
  - 1941/42

## Umístění v jednotlivých sezonách
Stručný přehled
Zdroj: 
- 1941–1942: Gauliga Generalgouvernement

Jednotlivé ročníky
Zdroj: 
Legenda: Z - zápasy, V - výhry, R - remízy, P - porážky, VG - vstřelené góly, OG - obdržené góly, +/- - rozdíl skóre, B - body, červené podbarvení - sestup, zelené podbarvení - postup, fialové podbarvení - reorganizace, změna skupiny či soutěže
| Velkoněmecká říše (1941 – 1942) |                             |        |                                     |                                     |                                     |                                     |                                     |                                     |                                     |                                     |                                     |
| Sezóny                          | Liga                        | Úroveň | Z                                   | V                                   | R                                   | P                                   | VG                                  | OG                                  | +/-                                 | B                                   | Pozice                              |
| 1941/42                         | Gauliga Generalgouvernement | 1      | Finále (výhra 1:0 nad LSV Warschau) | Finále (výhra 1:0 nad LSV Warschau) | Finále (výhra 1:0 nad LSV Warschau) | Finále (výhra 1:0 nad LSV Warschau) | Finále (výhra 1:0 nad LSV Warschau) | Finále (výhra 1:0 nad LSV Warschau) | Finále (výhra 1:0 nad LSV Warschau) | Finále (výhra 1:0 nad LSV Warschau) | Finále (výhra 1:0 nad LSV Warschau) |